# Mehmet IV
Mehmet IV (turc otomà: محمد رابع, Meḥmed-i rābi‘) (2 de gener de 1642-1693) va ser soldà de l'Imperi Otomà de 1648 a 1687. Va heretar el tron als set anys, i va canviar la natura del càrrec de soldà delegant gairebé tot el poder executiu al seu Gran Visir. Era conegut com a Avcı: el "Caçador", ja que dedicava la major part del temps a aquesta afició.

## Infantesa
Mehmet IV va néixer el 1642, fill del soldà Ibrahim (1640-48) i una concubina russa de nom Khadija Turkhan Sultan. Poc després del seu naixement el pare i la mare es van barallar, i Ibrahim es va enfadar tant que va arrabassar Mehmet dels braços de la seva mare i el va llençar a una cisterna. Els servents de l'harem van aconseguir rescatar Mehmet en vida, però la caiguda li va deixar una cicatriu al cap que el deixaria marcat tota la vida.

## Ascens al tron
Va ascendir al tron als set anys quan va ser deposat el seu pare el 8 d'agost de 1648 (era l'únic mascle de la família otomana). El seu regnat va posar fi a un període de gran inestabilitat política al capdavant de l'Imperi, durant el que s'havia deposat dues vegades el soldà Mustafà I, i dos soldans més (incloent-hi el pare de Mehmet, Ibrahim I) havien estat assassinats.
El poder va anar en bona part a la vella reina Kösem Sultan i a la mare de Mehmet, Turhan Sultan, i en part als geníssers i sipahis. Walida Kösem, que volia deposar Mehmet i substitïr-lo pel seu germà Solimà fou estrangulada el 3 de setembre de 1651 per ordre de Turhan. El poder va quedar en mans de Turhan però la situació no va millorar. El gran visir İpşiri Mustafa Pasha (1654-1655) que se suposava un home enèrgic, no va funcionar i fou substituït per Kara Dev Murad Pasha (primer 1649-1651 i segona vegada el 1655, sense millor resultat, mentre la Guerra de Càndia amb la República de Venècia esgotava els recursos. Un cop d'estat el 5 de març de 1656 va obligar el sultà a executar diversos cortesans i un gran visir va exercir només 4 hores.
Finalment el setembre fou nomenat gran visir Köprülü Mehmed Pasha i amb ell la situació va començar a canviar. Si el seu inici va estar marcat per la derrota davant els venecians als Dardanels, la més greu que havien patit els otomans des de la batalla de Lepant, la situació aviat va millorar reforçant la flota sota el nou Kapudan Pasha, Topal Mehmed i al març de 1657, els otomans van aconseguir evadir el bloqueig venecià de l'estret, trencant el bloqueig recuperant Lemnos i Tènedos. La influència de l'harem fou eliminada i el 1657 com a serasker va aconseguir èxits a Transsilvània i va restablir l'autoritat turca al Principat de Transsilvània en 1660 després de la caiguda de Nagyvárad. Va cooperar estretament amb el kan de Crimea que fou un aliat valuós i el 1658 i 1659 va reprimir revoltes a Anatòlia i va rebutjar una poderosa flota veneciana i d'altres aliats cristians a Creta.
L'incendi del 4 al 5 de juliol de 1660 va ser el pitjor que havia experimentat Istanbul fins llavors. Va començar a Ekayapisi i es va estendre a la major part de la península històrica, cremant dos terços de la ciutat, fins i tot els minarets de la mesquita de Solimà, i fins a quaranta mil persones van morir. Milers de persones van morir a causa de la fam i la pesta que van seguir el foc. Arran de l'incendi, la dinastia va expulsar jueus d'una àmplia franja d'Istanbul, va confiscar les seves sinagogues i cases perquè al seu lloc es poguessin construir la Yeni Cami (Nova Mesquita) i el Basar de les espècies (Mercat egipci).
A la mort de Köprülü Mehmed Pasha el 31 d'octubre de 1661 el va succeir el seu fill Köprülü Fazıl Ahmed Pasha. Des de 1663 es va reprendre la guerra amb Àustria i el sultà va participar en les campanyes de 1663 (amb la conquesta de Ujvár o Neuhäusel o Nové Zámky) i de 1664 amb la derrota otomana a la Batalla de Sant Gotard però que va acabar amb la pau de Vasvár favorable als otomans. Köprülü Fazıl Ahmed Pasha va completar l'obra paterna amb la conquesta de Càndia (Creta) el setembre de 1669, seguida de la pau amb Venècia.

### Campanyes contra polonesos i russos

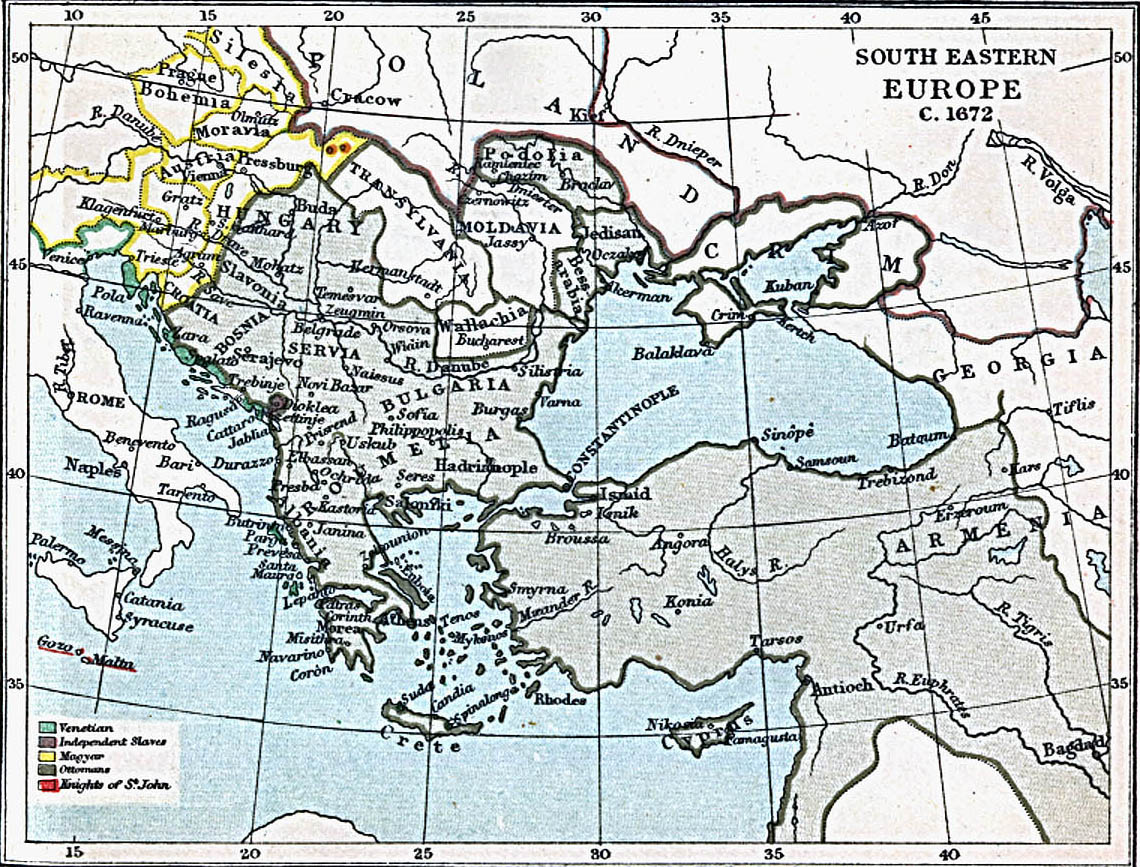
Mapa del sud-est d'Europa cap a 1670.

El 1672 el sultà va dirigir la campanya contra Polònia, en ajut dels cosacs ucraïnesos, prenent la fortalesa de Kàmianets-Podilski en 1672 i aconseguint la màxima extensió de l'imperi, i la guerra va acabar el 1676 amb el tractat de Bakhchisarai.

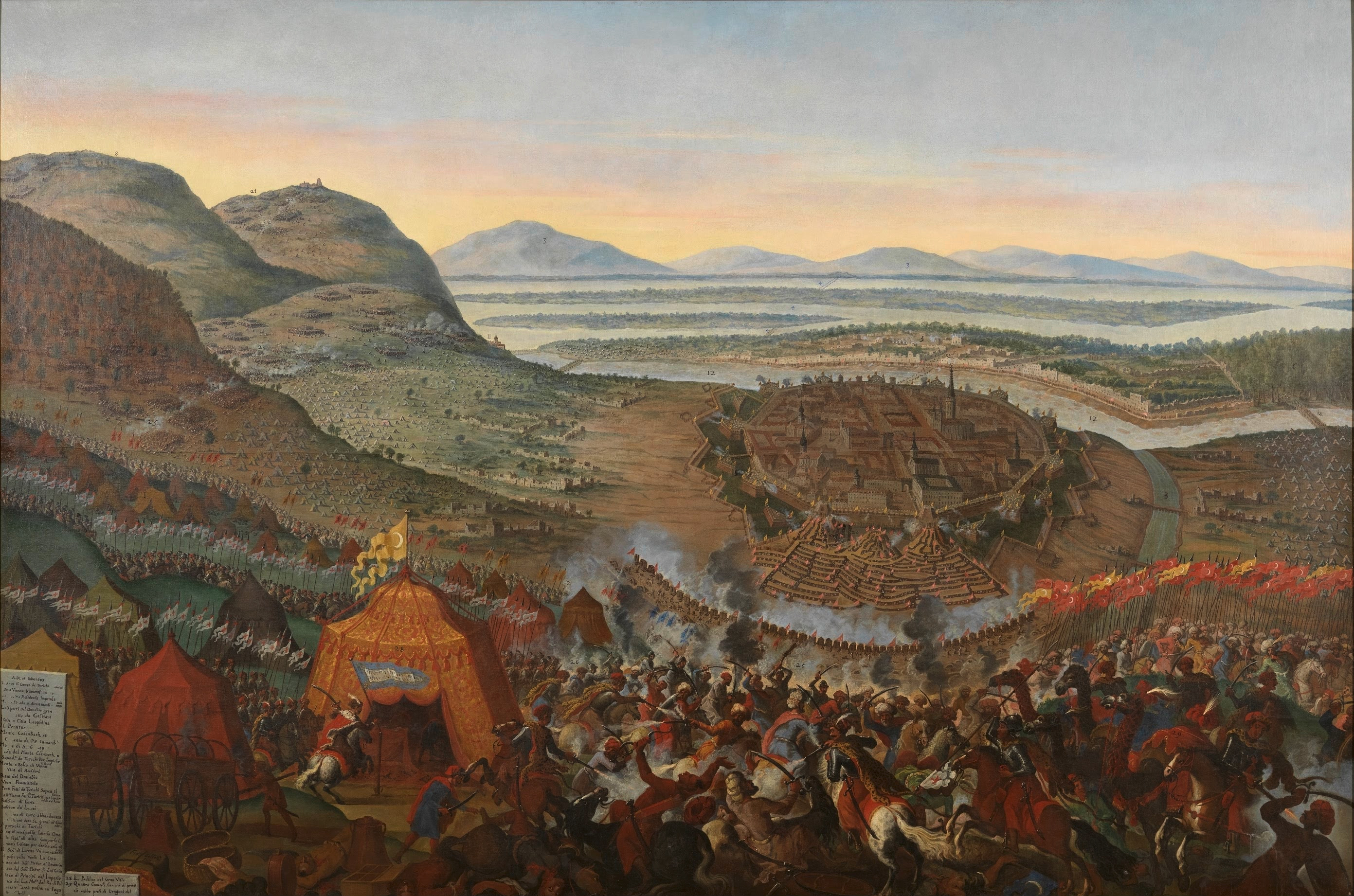
La Batalla de Viena, Franz Geffels (s. XVII)

Köprülü Fazıl Ahmed Pasha va morir el 19 d'octubre de 1676 i el va succeir Merzifonlu Kara Mustafa Pasha que va resultar menys capaç. va derrotar els cosacs el 1677 i 1678, i el tractat de Bakhchisarai acordat per 20 anys i havien acceptat el riu Dnieper com a línia de demarcació entre l'Imperi Otomà i el domini de Moscou.
L'Imperi Otomà va proporcionar assistència militar als hongaresos i a les minories no catòliques a la Hongria ocupada pels Habsburg, on el malestar generalitzat s'havia convertit en una rebel·lió oberta contra el suport de Leopold I als principis de la Contrareforma i el seu desig d'esclafar el protestantisme. El 1681, els protestants i altres forces anti-Habsburg Kuruc, dirigides per Imre Thököly, es van reforçar amb un important contingent militar dels otomans, que en 1682 van reconèixer Thököly com a rei de l'"Alta Hongria", que abans havien pres als Habsburg i va imposar condicions per renovar la Pau de Vasvár que expirava el 1684; Els enfrontaments entre les forces d'Imre Thököly i el Sacre Imperi Romanogermànic es van intensificar i les incursions de les forces dels Habsburg al centre d'Hongria van proporcionar l'argument crucial del gran visir Kara Mustafa Pasha per convèncer Mehmed IV per permetre el moviment de l'exèrcit otomà.

### La gran Guerra Turca

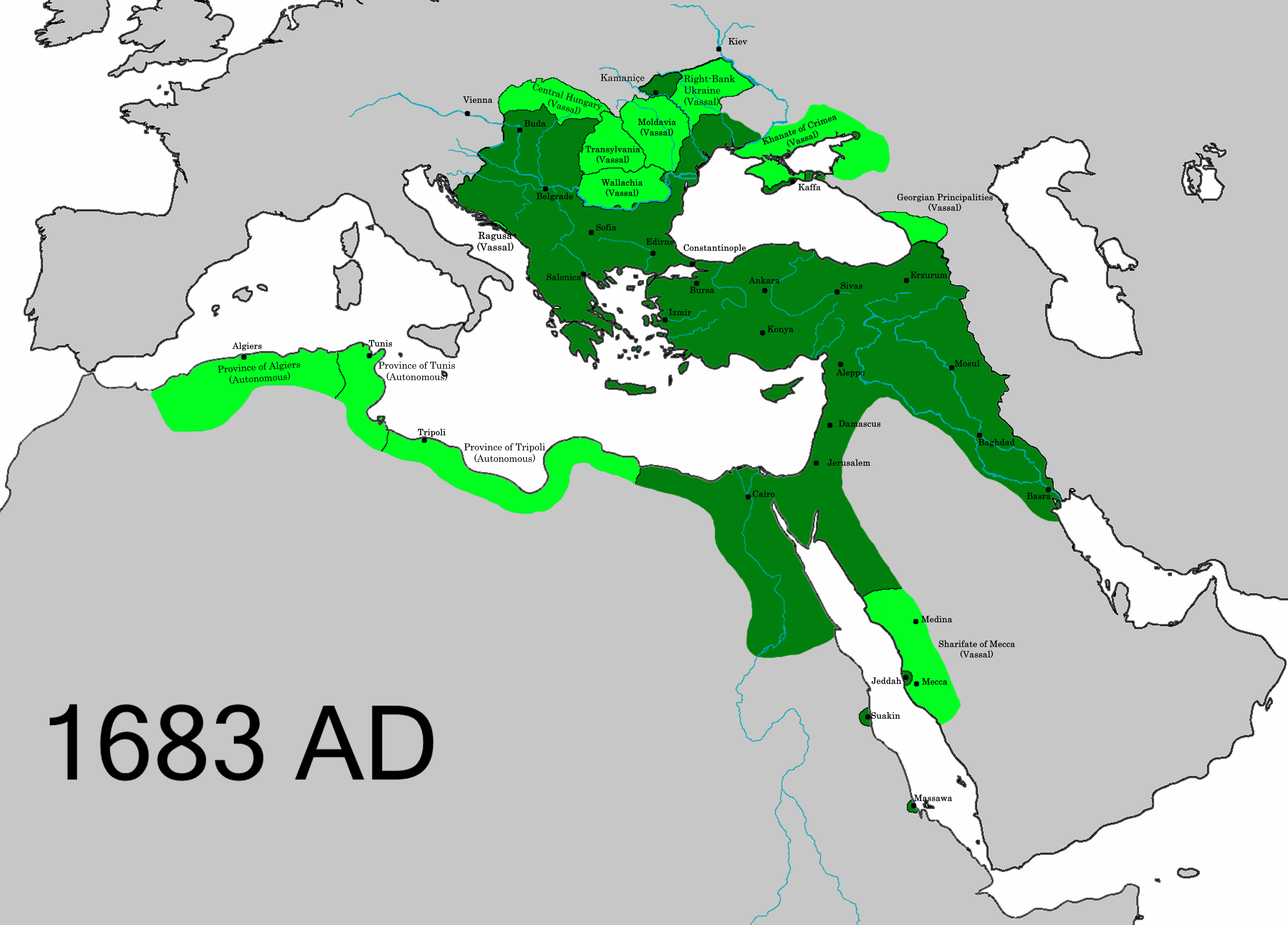
L'Imperi Otomà va assolir la seva major extensió territorial a Europa sota els grans visirs Köprülü

L'exèrcit otomà es va mobilitzar el 21 de gener de 1682 i es va declarar la guerra el 6 d'agost de 1682. Kara Mustafa Paixà va portar el seu exèrcit a assetjar altre cop Viena, als Alts de Kahlenberg, del 13 de juliol al 12 de setembre de 1683, i els otomans van patir una severa derrota contra els imperials mercès a la intervenció del rei polonès Joan III Sobieski. Després de la derrota dels otomans a Viena el 1683, els Habsburg van començar a imposar el seu domini a l'antiga Transsilvània autònoma. El gran visir fou executat (25 de desembre de 1683).
Innocenci XI va convocar una nova Santa Lliga, que va incloure el Sacre Imperi Romanogermànic, al que es va unir la República de Venecia i Polònia el 1684 i el tsarat de Rússia el 1686. Joan III Sobieski, després de la seva proposta perquè la Lliga iniciés una ofensiva coordinada important, va entrar en la guerra recuperant Podíl·lia tret de la fortalesa de Kàmianets, que quedaria assetjada en 1684 i 1687 i va emprendre una ofensiva força infructuosa a Moldàvia el 1686. Els tàtars otomans atacaren les terres frontereres. Els francesos no es van unir a la Lliga ja que França havia acceptat reviure una aliança informal franco-otomana el 1673, a canvi que Lluís XIV de França fos reconegut com a protector dels catòlics a l'Imperi otomà, i Lluís XIV va aprofitar l'inici de la guerra per ampliar les fronteres orientals de França a la Guerra de les Reunions, prenent Luxemburg i Estrasburg en el tractat de Ratisbona de 1684.
En els anys que van seguir es va perdre quasi tota Hongria destacant la greu derrota turca a la batalla de Mohács el 22 de juny de 1687, en la que l'exèrcit otomà es va desintegrar i tornar a la seva base d'Istanbul, permetent als imperials apoderar-se de moltes fortaleses menors com Osijek, Petrovaradin, Sremski Karlovci, Ilok, Valpovo, Požega i Eger, i la població de l'Eslavònia es va sotmetre a l'emperador l'octubre. Al mateix temps havia tornat a esclatar la guerra amb Venècia a Morea i les illes, i els exèrcits russos van iniciar una campanya a Crimea. Les tropes es van revoltar i van marxar sobre la capital sota la direcció de Siyawush Pasha d'Alep i el sultà fou deposat el 8 de novembre de 1687 per acord del caimacan Fadil Mustafa Pasha i el Shaykh al-Islam Dabbagh-zade Mehmed Efendi (junt amb altres dignataris religiosos). El va succeir el seu fill Solimà II.
Mehmet es va retirar a Edirne on va morir el 6 de gener de 1693 sent enterrat a Istanbul al Yeñi Djami.

## Crisi financera
Les llargues campanyes militars i els problemes polítics van dur a devaluar l'akçe perquè les seques otomanes tenien dificultats per atraure plata, i aquest va haver d'anar perdent pes i percentatge de plata mentre hi havia molta demanda de les grans peces europees, més estables. Fins a finals del segle xvii la tecnologia de les seques otomanes no havia canviat i era un procés fet amb eines manuals, mentre les seques europees s'havien mecanitzat i oferien més monedes i de més qualitat, així en 1686 el govern va importar maquinària francesa i va usar-les per encunyar una nova moneda, el para, equivalent a tres akçe.